# Balin (Śródziemie)

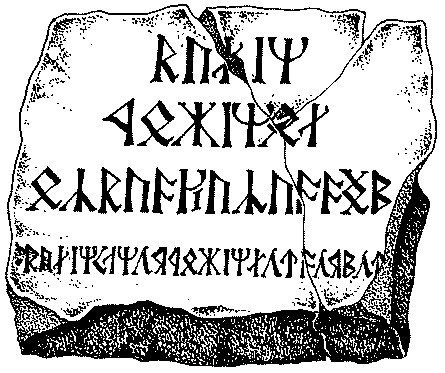
Inskrypcja na grobowcu Balina.
Napis alfabetem cirth głoszący
Balin
Fundinul
uzbadKhazaddûm[u]
BalinsonofFundinlordofMor[ia]przetłumaczony przez M. Skibniewską jako Balin, syn Fundina, władca Morii.

Balin (ur. w 2763, zm. 10 grudnia 2994 roku Trzeciej Ery) – postać ze stworzonej przez J.R.R. Tolkiena mitologii Śródziemia. Pojawia się w Hobbicie, a jego późniejsze losy zostają przedstawione we Władcy Pierścieni. Pewne informacje na jego temat znajdują się też w Dodatkach do tej powieści.
Krasnolud z królewskiego rodu Durina. Był krewnym i jednym z kompanów Thorina Dębowej Tarczy, starszym synem Fundina i bratem Dwalina. Przez pięć lat (od 2989 do 2994 roku) władał starożytną siedzibą krasnoludów, Morią.

## Opis postaci

### Młodość i wygnanie z Ereboru
Urodził się i wychował w Ereborze. Udało mu się przeżyć napaść smoka Smauga (2770 rok). Następnie tułał się, wraz z grupą krasnoludów pod wodzą Thróra, po całym Środziemiu, aż osiedlili się w Dunlandzie. Być może brał udział w wojnie z orkami (2793–2799). Od 2802 roku mieszkał w Ered Luin, gdzie osiedlili się jego współplemieńcy.

### Wyprawy do Samotnej Góry
Balin był krewnym i bliskim towarzyszem królów plemienia Durina, Thráina II i Thorina Dębowej Tarczy. Brał udział w tragicznej wyprawie Thráina do Ereboru (2841–2845), która zakończyła się niepowodzeniem i zaginięciem monarchy.
W 2941 roku wyruszył ponownie do Samotnej Góry, tym razem jako członek kompanii Thorina. Właśnie podczas tej wyprawy poznał i szczególnie zaprzyjaźnił się z hobbitem Bilbem Bagginsem. Tak jak wszyscy towarzysze Thorina walczył w Bitwie Pięciu Armii. W odnowionym Królestwie pod Górą zajmował niewątpliwie wysoką pozycję. Odwiedził Bilba w Shire w 2949 roku i być może czynił to później.

### Wyprawa do Morii i śmierć
W 2989 roku, ulegając sugestiom licznych współplemieńców, Balin stanął na czele znacznej grupy krasnoludów, którzy ruszyli do Morii. Pragnął na nowo zasiedlić siedzibę przodków i odnaleźć ostatni z Siedmiu Pierścieni. Początkowo odnosił sukcesy – wyparł orków z kopalni i rozpoczął tam intensywne prace. Przybrał też tytuł Władcy Morii. Piastował jednak tę godność tylko pięć lat. Balin zginął podczas przechadzki nad Jeziorem Zwierciadlanym, przeszyty strzałą z łuku orka. Pochowano go w sali Mazarbul, która była jego główną kwaterą. Towarzysze Balina, wśród nich Ori i Oin, wkrótce potem ponieśli śmierć, wybici przez orków. Nikt z nich nie zdołał uciec i przekazać wieść do Samotnej Góry, tak więc przez następne lata tamtejsi mieszkańcy nie wiedzieli, co dokładnie stało się z uczestnikami wyprawy do Morii.
Tajemnica ta została wyjaśniona dopiero w trakcie Wojny o Pierścień. Wówczas to członkowie Drużyny Pierścienia, wędrując przez Morię, trafili do sali Mazarbul i odkryli grobowiec Balina (15 stycznia 3019 roku). Z zapisków odnalezionej tam Księgi Mazarbul poznali też jego los.

### Imię
Imię Balin (bálinn), użyte przez Tolkiena w jego tekstach, pochodzi ze staronordyckiego i znaczy w tym języku płonący.

## Ekranizacja Petera Jacksona

### Władca Pierścieni
Postać Balina nie występuje w ekranizacji Władcy Pierścieni w reżyserii Petera Jacksona, lecz podobnie jak w powieści, wspominają o nim bohaterowie filmu.
Wprowadzono jednak istotną zmianę – o ile w książce Tolkiena krasnolud Gimli, członek Drużyny, nie zna dokładnie losów swego krewniaka, to w filmie jest przekonany, że Balin wciąż żyje i nadal rządzi Morią. Dopiero po wejściu do kopalni i znalezieniu szczątków krasnoludzkich wojowników dowiaduje się prawdy, co wywołuje u niego przerażenie i niedowierzanie.
Sceny w sali, gdzie spoczywa Balin, w zasadzie nie odbiegają od powieści. Wyjątkiem jest fakt, że w filmie Gimli, walcząc z orkami, stoi na grobowcu, aż do momentu gdy troll maczugą rozbija kamienny sarkofag.

### Hobbit
W ekranizacji Hobbita w reżyserii Petera Jacksona Balina zagrał Ken Stott.